# Dickie Jobson
Richard „Dickie“ Jobson (* 14. November 1941 in Kingston, Jamaika; † 25. Dezember 2008 in Mona, Jamaika) war ein jamaikanischer Filmemacher und Künstleragent.  

## Leben
Dickie Jobson ist Nachkomme des Engländers Richard Jobson, der Mitte des 18. Jahrhunderts nach Jamaika auswanderte und eine Familie mit einer ehemaligen Sklavin aus dem Norden der Insel gründete. 
Dickie Jobson besuchte das Jamaica College in Kingston. Er war unverheiratet.
Jobson und der Reggae-Mitbegründer Bob Marley wuchsen in Saint Ann Parish, Jamaika, auf. Die Familie Jobson war mit der Marley-Familie befreundet. Jobsons Schwester Diane war bis zu dessen Tod 1981 Bob Marleys Anwältin.
Infolge der Unabhängigkeitserklärung Jamaikas von Großbritannien 1962 wuchs die Nachfrage nach Immobilien. Jobson startete daher seine Karriere zunächst als Immobilienmakler. 
Später wurde Jobson die rechte Hand seines Freundes Chris Blackwell, Gründer von Island Records, dem jamaikanischen Plattenlabel für Rock- und Reggaemusik, bei dem unter anderem auch Bob Marley & the Wailers unter Vertrag waren.  
Von 1973 bis 1974, in den Zeiten des Durchbruchs zum Weltruhm der Reggae-Band Bob Marley & the Wailers, war Jobson Manager dieser wohl bislang erfolgreichsten Reggae-Band. Jobson war es Gerüchten zufolge auch, der Chris Blackwell dazu riet, Bob Marley 1972 unter Vertrag mit Island Records zu nehmen. Zeitweilig war Jobson Manager des Reggae-Sängers Jimmy Cliff.
Bekannt wurde Jobson jedoch insbesondere durch den 1982 erschienenen jamaikanischen Kinofilm Countryman – Verschollen im Dschungel, bei dem er Regie führte und zusammen mit Michael Thomas, Reporter des Musikmagazins Rolling Stone, das Drehbuch verfasst hatte.
Im Alter von 67 Jahren verstarb Jobson am Morgen des 25. Dezember 2008 infolge eines Schlaganfalls im University Hospital of the West Indies in Mona, Jamaika. Er hinterlässt eine Tochter.